# Rhododendron tomentosum
Rhododendron tomentosum (sinònim taxonòmic Ledum palustre), també conegut com a te del nord de Labrador o romaní silvestre, és una planta amb flor dins de la subsecció Ledum del gènere Rhododendron i dins la família de les ericàcies.
La varietat Ledum palustre var. decumbens es troba a la tundra.
És un arbust baix que fa de 50 a 120 cm d'alt. Les fulles són persistents de 12 a 50 mm de llarg i de 2 a 12 mm d'ample. Les flors són menudes amb cinc lòbuls amb pètals blancs, molt oloroses. Floreix al juny o el juliol.
Es troba a altes latituds d'Amèrica del Nord (Groenlàndia, Canadà i Alaska). A Europa es distribueix al centre i al nord i a Àsia a la Xina, Corea i Japó.

## Components químics
Conté terpens verinosos a diferència de Rhododendron groenlandicum que és un substitutiu del te i d'on li ve el nom popular de te del nord de Labrador
S'havia utilitzat per condimentar cervesa malgrat la seva toxicitat que afecta el sistema nerviós central i pot danyar els ronyons.